# Congregatio Scalabriniana
Die Congregatio Scalabriniana, eigentlich Kongregation der Missionare vom Heiligen Karl Borromäus, Ordenskürzel CS, auch Scalabrinianer, Missionare des Scalabrini oder Scalabrini-Missionare genannt, ist eine Ordensgemeinschaft für Männer in der römisch-katholischen Kirche.

## Gründung und Aufgabenbereich

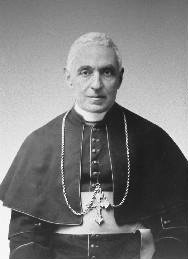
Giovanni Battista Scalabrini (1839–1905)

Die Kongregation wurde am 28. November 1887 vom seligen Giovanni Battista Scalabrini in Piacenza gegründet. Seine Aufgabe war die seelsorgerische und karitative Betreuung der nach Amerika emigrierten Italiener. Ab 1940 richtete sich diese Sorge auch auf die innerhalb Europas ausgewanderten Italiener. Zu den Scalabrini-Missionaren gehören Ordenspriester und Brüder.
Angestoßen durch das Zweite Vatikanische Konzil und dessen Dekret Perfectae caritatis kam es in den 1960er Jahren im Orden zu einer breiten Diskussion über dessen Aufgabe, und zwar mit der Einsicht, dass es Giovanni Battista Scalabrini um die Seelsorge der ausgewanderten Italiener angesichts ihrer Lebensumstände als Auswanderer gegangen war – und nicht, weil sie Italiener waren. Insofern sei die Begrenzung der Tätigkeit seiner Gemeinschaft auf die Italiener aufzuheben. Demgemäß erteilte 1969 der Heilige Stuhl der Kongregation die Erlaubnis, sich weltweit für Migranten einzusetzen. Seitdem sind die Brüder und Priester nicht nur italienischer Herkunft. Neue Mitbrüder kommen aus Brasilien, den Philippinen, Kolumbien, Mexiko, Haiti und aus Deutschland. Die in Deutschland tätigen Ordensmänner arbeiten eng mit den Schwestern vom Göttlichen Willen zusammen, die sich hauptsächlich der italienischen Migranten in Deutschland annehmen. Seit 1998 wirken die Scalabrini-Missionare auch in der Betreuung von Flüchtlingen. In diesem Bereich hat die Evangelisierung bzw. eine Stärkung des Glaubens Vorrang. In ärmeren Ländern werden Aufnahmezentren für Migranten und Flüchtlinge organisiert. Hauptaufgaben sind auch die Sensibilisierung der Ortskirche und der Bürger für die Probleme der Migration und Berufungsfragen von Priestern und Laien.
2000 wurde die ordenseigene Hochschule Scalabrini International Migration Institute (SIMI) gegründet. Das Institut mit Sitz in Rom ist mit der Päpstlichen Universität Urbaniana assoziiert und engagiert sich insbesondere zum Thema Migration.
Auf dem Generalkapitel der Scalabrini-Missionare wurde 2007 zum ersten Mal ein Nichtitaliener, der aus Brasilien stammende Sérgio Olivo Geremia, zum neuen Generaloberen gewählt. Seit 2018 ist Leonir Chiarello Generaloberer.

## Generalsuperiore
- Giovanni Battista Scalabrini (1887–1905)
- Domenico Vicentini (1905–1919)
- Pacifico Chenuil (1919–1923)
- Gaetano de Lai (1924 – 24. Oktober 1928)
- Carlo Perosi (1928–1930)
- Raffaele Carlo Rossi, OCD (1930–1948)
- Adeodato Giovanni Piazza, OCD (1948–1951)
- Francesco Prevedello (1951–1957)
- Raffaele Larcher (1957–1963)
- Giulivo Tessarolo (1963–1969)
- Renato Bolzoni (1969 – 22. April 1974)
- Giovanni Simonetto (1974–1980)
- Sisto Caccia (1980–1992)
- Luigi Valentino Favero (1992 – 11. August 2000)
- Isaia Birollo (2001–2007)
- Sérgio Olivo Geremia (seit 2007)

## Einsatzgebiet
Der Orden wirkt überall dort, wo die Auswanderung bzw. die Einwanderung von Menschen stattfindet. Länder, in welchen der Orden tätig ist, sind: Argentinien, Chile, Uruguay, Australien, die Philippinen, Taiwan, Brasilien, Paraguay, Frankreich, Belgien, Luxemburg, Portugal, Italien, Großbritannien, Deutschland, die Schweiz, USA, Kanada, Venezuela, Kolumbien, Haiti, Mexico, Guatemala sowie der Süden Afrikas. Die Kongregation wirkt in Pfarreien, Missionen „cum cura animarum“, Schulen, Waisenhäusern, Rundfunksendern und Studienzentren, in Kinder- und Jugendheimen sowie in Krankenhäusern, Seniorenheimen und in Flüchtlingslagern. Sie hat ihre eigenen Priesterseminare und Bildungshäuser.